# Coromandel
Coromandel é um município brasileiro do estado de Minas Gerais.

## História

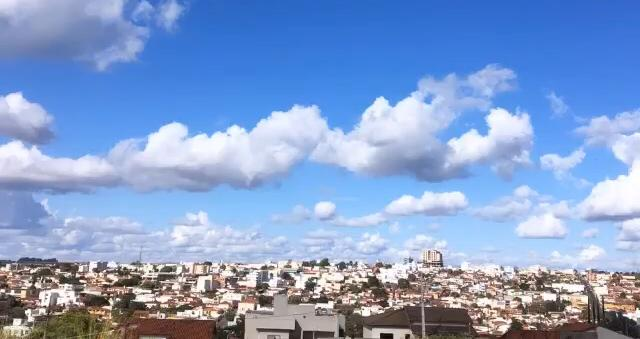
Centro da cidade visto do bairro Santa Maria

Coromandel, antigo distrito anexado ao município de Patrocínio e vila (1882—1891) foi elevado à categoria de município pela lei estadual n.º 843, de 7 de setembro de 1923.

## Economia
Após mais de uma década de interrupção, foi anunciada em junho de 2017 a liberação de uma área de 700 hectares, na região de Douradinho, para a retomada da atividade de garimpo. A área poderia ser explorada por cerca de 400 garimpeiros filiados à Cooperativa de Pequenos e Médios Garimpeiros de Coromandel (Coopemg). Em 12 de maio de 2018, O superintendente do Departamento Nacional de Produção Mineral (DNPM) em Minas Gerais declarou que iria criar uma força tarefa no órgão para liberar autorizações para garimpos em Coromandel.